# エーデルヴァイス (ゲーム)
『エーデルヴァイス』 (edelweiss) は、アダルトゲームブランドのinspireが制作したハードボイルドゲームである。2006年（平成18年）12月22日にノベルゲームとして発売された本作は脚本を穂高望、音楽をGolden"玉龍"、グラフィックを神宮寺りおが担当した。プロデュースは後川輝。発売時の外箱は半分透明の凝った感じのもので、キャッチコピーは『ツレナキ、ヲトメ。』である。また、同ブランドの作品である『ファムファタール』 (femme fatale) は前作にあたる。ダシール・ハメット、レイモンド・チャンドラー、ロス・マクドナルドを基体として、1970年代以降の私立探偵小説 (private eye novel) および、1980年代以降の女性ハードボイルド小説の流れを汲む。

## 導入
大正の半ば、残暑の帝都。
旧家の令嬢、史絵は
恵まれた身上でありながら、
探偵業という不穏な世界に
身を置きつづける奇妙な女だった。

世俗の実相は柔らかに絡み合う
木綿の如く、手繰るともこぶを為し、
ほどけることはない。

## ストーリー
舞台は大正時代(第一次大戦が終わったころ)の東京・箱根。景気は良くこの時期、箱根は観光開発で急速に変わり始めていた。
東京で、婚約者と母の死以来、令嬢育ちでありながら私立探偵をしている主人公中條史絵は、ある日近しい先輩探偵の八神から、昨年箱根の林で亡くなったとある令嬢の事件の依頼を持ちかけられる。警察は自殺として事件性を否定するが納得できない遺族が依頼したものだが、この被害者がかつての同級生だったことからこの案件を引き受けることに決め、調査に行く・・・。
上流やそれに接する女性たちの低めの語り口(会話声)やゆっくりとした背景音響が、上品で静かな雰囲気をつくりだす中、荒事の危険も意識しつつ、箱根にある秘密に近づいていく。
同じ女学校の同期・後輩・同業・類同業・姉妹・姉弟など、史絵に似たところのある女性たちがさまざまに接触し、協力しようともする。
そして大詰めに近づいた頃、史絵は自分がなぜ探偵をしているのか、ということに一応の結論を出す。
分岐によっては行方不明の女性が誰かしら出る。

## 登場人物
中條 史絵
声 - 松永雪希
本作の主人公で私立探偵。細身でグラマラスな体型の美女。名家・中條家の長女であり、中野に住む。銃の才能が高い。女学校時代からバレエを嗜んでいる。女学校時代はとくに内気な性格であったが、平和に生きた婚約者が第一次大戦に巻き込まれて死んだのとその後の母の肺病死のさいへの疑問を契機に強い女性へと変わる。婚約者との男性経験はあって深酒は未経験。令嬢ぶりと強さのミスマッチを知り合いからよく言われる。探偵は家計を支えるためではない。
牧野 洵子(名前のみ)
箱根で亡くなった元同級生。昔の史絵と同様ひどくおとなしかった。家は江戸時代からの一種金融関係業。
苅野 すみ江
声 - 内野ぽち
史絵の友人。現在は高等女学校で教師を務める。明るく気さく。探偵稼業に勤しむ史絵を心配している。亡くなった娘とはすみ江でつながっていた。
枝川 由梨
声 - サトウユキ
華族の令嬢。すみ江の教え子。控えめでおっとりした性格。兄が二人、姉が一人いる。
黎 翠玲(レイ ツェイリン)
声 - 小林和実
八神の興信所に勤める華人の妖艶な美女。太極拳の達人だがめったに使わない。前作『femme fatale（ファム ファタール)』からの人物。
篠瀬 雪乃
声 - ヒマリ
篠瀬財閥の娘で前作にも登場した。育ちのためか、高慢めいた振る舞いが目立つ。志信と親しい。思春期の弟との関係で悩みがある。
ミランダ・エヴェレット
声 - 民安ともえ
英国の女性。仲條家の箱根別邸に家庭教師として雇われた。
フィオナ・グレイヴス
声 - 民安ともえ
英国の要人の娘で事件の発端となる少女のひとり。ちなみに年齢は不詳。
八神 志信
前作の主人公で新宿に事務所を構える。父の代からつきあいがある。史絵の二挺の銃は八神の家から史絵に流れてきた。銃を気に入った史絵が八神の興信所を訪ねたことで、彼女は探偵の世界に入ることになった。史絵に依頼を流すことも多いらしい。今回は共同受注である。
中條 喬(たかし)
史絵の弟。高田馬場の私塾に通う。頭脳・人柄共に優れた好青年だが、シスターコンプレックスの気がある。
仲條 靜(しづか)
中條の本家仲條家の次男で、喬とは中学時代の同級生。箱根の別荘にいる。おとなしい喬と比べても、更に内気な性格をしており、女性に免疫がない。昔は史絵と同い年の元気な姉が家にいてあれこれかまっていた。

## 構成
東京と箱根を往復することで展開する本作は、全体で15の章タイトルが付けられている。そのためマップ画面の主要な役割の1つは作品のプロット（東京と箱根の往復）を空間的に表現することである。
- the threshold
- uncertain investigation
- public enemy
- eyes without a face
- venom strike
- point blank
- la femme Chinois
- rolling start
- bating
- La Belle Dame sans Merci
- hard line
- rapidfire
- fire trap
- close combat
- edelweiß

## テキスト
本作の基本的なテキスト表示領域は四行である。これに加えて冒頭と各章タイトル(point blankまで)の直前に史絵の特殊なモノローグがテキスト表示領域を拡大して描かれる。普段のテキスト表示領域を四行に限定することで史絵の特殊なモノローグを強調させる演出的効果を生む。

## グラフィック
主に史絵の姿形についてはグラフィックが担当し、内面の描写についてはテキストが担当することで役割分担をはっきりさせつつ人物描写としての相乗効果を生んでいる。

## 音楽
BGMは全部で26曲あるが個別にタイトルは付けられておらずトラックナンバーのみで区別されている点が特徴的である。演出的にはループを停止させて無音を作り出す場面が効果的に用いられている。

## コミカライズ
TECH GIAN2007年4月号にて巻末に24ページに渡り掲載された。体験版までの内容 (uncertain investigationまで) が描かれていて、作画は船戸明里が担当した。